# Francisco María Tubino
Francisco María Tubino, né à San Roque (Cadix) le 12 septembre 1833 et mort à Séville le 6 novembre 1888, est un homme politique, journaliste, critique d'art et historien espagnol, membre de l'Académie royale des beaux-arts Saint-Ferdinand. 

## Biographie
Il commence sa carrière comme journaliste à La Palma et La Moda, travaille à Cadix, Séville et Malaga et devient directeur du journal El Porvenir. Rédacteur en chef de La Andalucía lors de sa fondation (1857), il en est propriétaire en 1860 au moment de la fusion avec La Palma de Sevilla et La Palma de Cadix.
Élu député provincial de Séville en 1863 dont il est membre de l'Académie des belles-lettres (1865), il s'installe à Madrid en 1866. Tubino a été connu pour ses articles en faveur du fédéralisme de l'Espagne et pour l'unité de l'Andalousie.

## Publications
- Literatura mogrebiana. Memoria sobre los códices árabes cedidos a la Universidad de Sevilla, Séville, 1861.
- La corte en Sevilla. Crónica de un viaje de SS.MM. y AA.RR. a las provincias de Andalucía en 1862, Séville, 1863.
- Gibraltar ante la historia, la diplomacia y la política, Séville, 1863.
- Murillo. Su época, su vida, sus cuadros, Séville, 1864.
- Estudios Contemporáneos, 1865.
- Cervantes y el Quijote. Estudios críticos, Madrid, 1872.
- Patria y federalismo, 1873.
- Historia del Renacimiento literario contemporáneo en Cataluña, Baleares y Valencia, Madrid, 1880.
- Palacio arzobispal de Alcalá de Henares, avec José Gil Dorregaray, 1881
- El arte en España, Séville, 1886.
- Pedro de Castilla. La leyenda de Dª María Coronel y la muerte de D. Fadrique, Madrid, 1887.